# Малая Цема
Малая Цема — река в Архангельской области России, левая составляющая Цемы (бассейн Мезени).
В устье река сливается с Большой Цемой, образуя реку Цема. Длина реки составляет 80 км.

## Данные водного реестра
По данным государственного водного реестра России относится к Двинско-Печорскому бассейновому округу, водохозяйственный участок реки — Мезень от водомерного поста деревни Малонисогорская и до устья. Речной бассейн реки — Мезень.
Код объекта в государственном водном реестре — 03030000212103000049583.